# Elizabethton
Elizabethton és una ciutat i seu del Comtat de Carter (Tennessee) dels Estats Units d'Amèrica.

## Demografia
Segons el cens del 2004 Elizabethton tenia 13.944 habitants.
Segons el cens del 2000, tenia 13.372 habitants, 5.454 habitatges, i 3.512 famílies. La densitat de població era de 563,6 habitants/km².
Dels 5.454 habitatges en un 26,6% hi vivien nens de menys de 18 anys, en un 46,6% hi vivien parelles casades, en un 14,7% dones solteres, i en un 35,6% no eren unitats familiars. En el 32,6% dels habitatges hi vivien persones soles el 16,5% de les quals corresponia a persones de 65 anys o més que vivien soles. El nombre mitjà de persones vivint en cada habitatge era de 2,24 i el nombre mitjà de persones que vivien en cada família era de 2,82.
Per edats la població es repartia de la següent manera: un 20,5% tenia menys de 18 anys, un 10,8% entre 18 i 24, un 24,5% entre 25 i 44, un 23,1% de 45 a 60 i un 21% 65 anys o més.
L'edat mediana era de 40 anys. Per cada 100 dones de 18 o més anys hi havia 76,8 homes.
La renda mediana per habitatge era de 25.909$ i la renda mediana per família de 33.333$. Els homes tenien una renda mediana de 26.890$ mentre que les dones 20.190$. La renda per capita de la població era de 14.578$. Entorn del 15,2% de les famílies i el 19,4% de la població estaven per davall del llindar de pobresa.

## Poblacions properes
El següent diagrama mostra les poblacions més properes.